# SN 2008ch
SN 2008ch – supernowa typu II odkryta 11 maja 2008 roku w galaktyce M-01-52-16. W momencie odkrycia miała maksymalną jasność 18,10m.